# Dorytomus majalis
Dorytomus majalis är en skalbaggsart som först beskrevs av Gustaf von Paykull 1792.  Dorytomus majalis ingår i släktet Dorytomus, och familjen vivlar. Arten är reproducerande i Sverige.

## Bildgalleri

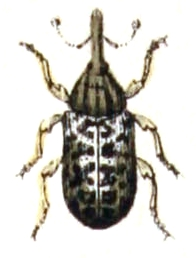